# Dinu Lipatti
Dinu Lipatti, född 19 mars 1917 i Bukarest, död 2 december 1950 i Genève, var en rumänsk kompositör och pianist, som specialiserade sig på Chopin. Han avled i leukemi, endast 33 år gammal.
Lipattis stil ägnade sig åt så vitt skilda tonsättare som Bach, Chopin, Mozart och Enescu. Lipatti hade även Beethoven på sin repertoar, bland annat Waldsteinsonaten, men någon inspelning av denne kompositör föreligger inte av Lipattis hand. 